# 呉祺
呉 祺（ご き、生没年不詳）は、中国三国時代の呉の政治家。揚州呉郡呉県の人。

## 生涯
伯母の呉夫人は孫堅の妻で、孫策・孫権らの母。父の呉景は孫堅の時代から武将として活躍した。
呉祺は、孫権より訴訟の取り捌きを任され、張温や顧譚と仲が良かった。
赤烏13年（250年）頃、二宮事件で孫覇に与した甥の呉安が粛清されると、呉祺が呉氏の後継ぎとなり、都亭侯に封じられた。呉祺の死後は子の呉纂が後を継いだ。